# Keith Loftis
Keith Loftis (* 2. September 1971 in Dallas) ist ein US-amerikanischer Jazzmusiker (Tenorsaxophon, Komposition) des Modern Jazz.

## Leben und Wirken
Loftis besuchte die Booker T. Washington High School of Visual and Performing Arts in Dallas; ein Klassenkamerad war Roy Hargrove. 1995 zog er nach New York, um zunächst an der New School for Social Research zu studieren; 2006 erwarb er den Masterabschluss in Komposition/Film Scoring an der New York University. Ab den 1990er-Jahren arbeitete er vorwiegend in der New Yorker Jazzszene; erste Aufnahmen entstanden 1995 mit Nozomu Itō (It’s Funkito). In den folgenden Jahren spielte er u. a. mit James Gilyard, in Frank Foster’s Loud Minority Big Band, in der Roy Hargrove Big Band, der Craig Bailey-Tim Armacost Brooklyn Big Band und mit Abram Wilson; 2010 trat er mit Abdullah Ibrahim & Ekaya auch in Deutschland auf, zu hören auf dem Mitschnitt Sotho Blue. Im Laufe seiner Bisherigen Karriere trat er außerdem mit Benny Carter, Cedar Walton, Nancy Wilson, Alvin Batiste, Kenny Barron und Ray Charles auf.
2011 nahm er unter eigenem Namen das Album Simply, Loftis auf, an dem Roy Hargrove, Anthony Wonsey, Dezron Douglas und Donald Edwards mitwirkten. In den 2010er-Jahren wirkte Loftis auch an Aufnahmen von Eddie Allen, Chris Gillespie und der Michael Carvin Experience mit. Im Bereich des Jazz war er zwischen 1995 und 2014 an elf Aufnahmesessions beteiligt. 2019 gehörte Loftis dem Septett von Kenyatta Beasley an. 2021 legte er das Album Original State vor, an dem John Chin, Eric Wheeler und Willie Jones III mitgewirkt hatten. Loftis lebt in Brooklyn.